# Stanley Pranin
Stanley Pranin (født 24 juli 1945, død 7. marts 2017) var en amerikansk aikidoudøver og udgiver. Pranin havde graden femte dan i aikido-organisationen Aikikai, en grad han modtog 1983.
Pranin begyndte med at træne aikido-stilarten Yoshinkan i Californien i 1962, og gik senere over til Aikikai. Fra 1965 - 1977 underviste han i aikido forskellige steder i Californien. I 1974 grundlagde han tidsskriftet Aiki News, og i 1977 flyttede han til Japan, hvor han udgav sit tidsskrift på to sprog - japansk og engelsk. Aiki News blev senere til Aikido Journal, som i dag er et web-tidsskrift, som blandt meget andet indeholder Pranins egen Encyclopedia of Aikido. Han har skrevet utallige tekster om aikido, Daito-ryu og beslægtede emner. Først og fremmest er han kendt for at have forsket i og beskrevet aikidos historie via talrige interviews og gamle dokumenter.